# Calamus cervigoni
 Calamus cervigoni és un peix teleosti de la família dels espàrids i de l'ordre dels perciformes.

## Morfologia
Pot arribar als 20 cm de llargària total.

## Distribució geogràfica
Es troba a les costes de l'Atlàntic occidental: és una espècie de peix endèmica de Veneçuela.